# Renan dos Santos Paixao
Renan dos Santos Paixao (sinh ngày 28 tháng 7 năm 1996) là một cầu thủ bóng đá người Brasil.

## Sự nghiệp câu lạc bộ
Renan dos Santos Paixao đã từng chơi cho Renofa Yamaguchi FC.